# Іркутськ-2 (аеродром)
Іркутськ-2 (Східний) — експериментальний аеродром «Іркутського авіазаводу», використовується для льотно-технічних випробувань літаків. Розташований на території заводу у північно-західній частині міста Іркутська.

## Технічні характеристики
Аеродром по злітній масі ВС, що приймаються — 1 класу, здатний приймати літаки Іл-76, Ан-12 і всі більш легкі, а також вертольоти всіх типів. Можливо приймання літаків Ан-124-100 «Руслан» із частковим завантаженням. Максимальна злітна маса повітряного судна 320 тонн улітку, 385 тонн взимку. Класифікаційне число ЗПС (PCN) влітку 31/R/B/X/T, взимку 37/R/B/X/T.
Є аеродромом спільного базування: крім експериментальної авіації, на аеродромі базуються повітряні судна Міноборони РФ, МНС РФ, а також авіакомпанії Ангара та ІрАеро.

## Події та катастрофи
8 червня 1972 року у МіГ-23УБ під час випробувального польоту сталася відмова двигуна, коли повітряне судно перебувало над містом. Екіпаж (Куркай Гелій Михайлович та Новіков Віктор Федорович) повів винищувач від житлових кварталів у бік авіазаводу. Не долетівши 350 метрів до злітно-посадкової смуги літак через втрату висоти зачепив дах одного із заводських цехів, перекинувся кабіною донизу і зазнав аварії між корпусами. Екіпаж загинув. На місці падіння на території заводу споруджено пам'ятну стелу. 8 червня є днем пам'яті у льотчиків-випробувачів іркутського авіапідприємства.
6 грудня 1997 року транспортний літак Ан-124-100, що належить ВПС Росії, під час виконання зльоту з аеродрому Іркутськ-2 впав на житлові квартали. Літак перевозив два винищувачі Су-27, випущені Іркутським авіазаводом, до В'єтнаму. Внаслідок катастрофи загинули 72 особи, з них 14 дітей. Внаслідок руйнування житлового будинку без житла залишилося понад 70 сімей. Причиною авіакатастрофи, за даними комісії з розслідування, став помпаж двигунів, однак до єдиної думки про причини відмови комісія не дійшла.
26 грудня 2013 року транспортний літак Ан-12, що належить Іркутському авіазаводу, під час заходу на посадку на аеродром Іркутськ-2 зіткнувся з наземними предметами між БПРМ (розташованим в 1700 м від порога ЗПС) та порогом ЗПС (на відстані приблизно 760 м від порога ЗПС, з боковим ухилом праворуч на 90 м від осі ЗПС) на території розташованого поблизу аеродрому військового складу (109 арсенал ГРАУ). Загинули 9 осіб, які перебували на борту.